# 沃甲
沃甲（よくこう）は殷朝の第15代王。開甲（かいこう）とも作る。祖辛の弟。